# 袁楷
袁楷（16世紀—17世紀），字孝則，陝西鳳翔府鳳翔縣人，明朝、南明政治人物。

## 生平
袁楷是追贈兵部尚書袁應泰之子，在萬曆四十年（1612年）中舉人，父親戰敗自焚後，徒步到北京上呈遺疏申冤，為父親爭取賜祭葬蔭諡；到天啟五年（1625年）成進士，擔任南京禮部主事，陞官員外郎，外調開封知府，任內廉明有謀略，清理積壓案件，被府民稱為「照天燭」。
之後他累陞四川川東道和廬鳳道僉事，弘光年間調為河南參政，清朝陝西總督孟喬芳多次打算推薦他擔任官職，他都以病推辭。

## 引用
1. 1 2  錢海岳《南明史·卷三十五·列傳第十一》：（弘光）時河南、陝西司道：……袁楷，字孝則，鳳翔人。尚書應泰子。天啟五年進士。歷禮部主事、員外郎，開封知府，川東、廬鳳僉事，遷河南參政。清召不出。
2. ↑  乾隆《重修鳳翔府志·卷八·選舉》：（萬曆）四十年壬子（舉人） 袁楷 鳳翔人
3. ↑  乾隆《重修鳳翔府志·卷七·人物》：袁楷，鳳翔人，應泰殉難遼城，楷時年十八。痛父冤，徒跣奭京師上遺疏求白，因得賜祭葬蔭諡。天啟乙丑第進士，初任南京禮部主事，陞員外，轉開封知府，廉毅有大畧；郡號繁劇，案若沉積，楷一時並聽剖決無枉，人稱為照天燭。後累陞四川川東道，未赴歸；國朝陝西總督孟喬芳屢欲疏薦，以疾辭。